# Барашево (Ульяновская область)
Барашево — село в Сурском районе Ульяновской области, входит в состав Хмелёвского сельского поселения.

## География
Находится на расстоянии примерно 10 километров по прямой на запад-северо-запад от районного центра поселка Сурское.

## История
Основано в XVII веке, в 1648 году отдано во владенье братьям Отишевым. В конце XVIII века разделено между семьями помещиков Бобринских, Жилиных и Соловкиных.
В 1913 в селе было дворов 263, жителей 1467. В селе были деревянная Владимирская церковь (построена в 1890 году, не сохранилась). В советские годы работал колхоз «Восход», позже одноименное ТОО.

## Население
Население составляло 132 человека в 2002 году (русские 97%), 95 по переписи 2010 года.

## Достопримечательности
- Памятник погибшим воинам (с. Барашево, 1973 г.)[5]